# Rebollar (Cáceres)
Rebollar – gmina w Hiszpanii, w prowincji Cáceres, w Estramadurze, o powierzchni 11,51 km². W 2011 roku gmina liczyła 224 mieszkańców.